# Манеж (Нижний Новгород)
Манеж с домовой Никольской церковью — памятник градостроительства и архитектуры регионального значения в Нижнем Новгороде. Здание построено в 1839—1841 годах по проекту, разработанному в военном ведомстве. В 1885 году к корпусу манежа была пристроена домовая Никольская церковь (проект архитектора И. Шапошникова).             
Манеж, выстроенный по приказу императора Николая I, входит в архитектурный ансамбль Нижегородского кремля. Долгое время он находился в аварийном состоянии, однако был отреставрирован в 2018—2021 годах в рамках программы по возрождению исторических храмов кремля, приуроченной к 800-летию города. В настоящее время основное здание манежа используется как выставочный зал, а церковь — действующая.

## История
Строительство манежа в Нижегородском кремле связано с крупнейшими градостроительными преобразованиями, осуществлёнными в Нижнем Новгороде по распоряжению императора Николая I. Первый проект манежа был разработан нижегородским губернским архитектором И. Е. Ефимовым в 1825—1826 годах, по указу императора Александра I от 1824 года о размещении в кремле нижегородского карабинерского полка. Проект не был реализован.
Новый проект здания был составлен в ходе градостроительных мероприятий, утверждённых императором Николаем I, в связи с размещением военных частей и строительством военного губернаторского дома со службами 1834 и 1839 годов. Манеж был запроектирован на плане 1834 года. Он ставился в одну линию с северным крылом присутственных мест и корпусом полицейской и пожарной части и формировал речную панораму кремля. Окончательно проект был утверждён в 1839 году, а строительство завершилось к 1841 году.
На фиксационном плане Нижнего Новгорода от 1853 года манеж имел прямоугольное очертание в плане, короткой стороной был обращён к речному склону. В 1860-е годы здание манежа было передано нижегородской военной гимназии, в 1880-е годы переименованной в Аракчеевский кадетский корпус.
В 1885 году к середине восточного фасада корпуса была пристроена домовая церковь в честь Николая Чудотворца с двумя колокольнями. Проект церкви составил архитектор И. Шапошников. В 1901—1904 годах в здании манежа по инициативе Максима Горького устраивались новогодние ёлки для «самых обездоленных» детей.
С 6 августа по 6 сентября 1911 года в манеже проходила выставка, посвящённая 300-летнему юбилею подвига К. Минина и Д. Пожарского, организованная нижегородским книготорговцем, председателем нижегородского отдела «Союза русского народа» Василием Ивановичем Бреевым. Специально для выставки было написано 300 картин на патриотическую тематику, среди которых: две масштабные диорамы академика Г. Н. Горелова на темы Нижегородского ополчения 1611 года и московского пожара 1812 года; картины выпускников Академии художеств М. А. Демьянова, Г. П. Мальцева, В. Н. Кучумова; картина-аллегория «Воцарение дома Романовых» А. А. Карелина; рисунки нижегородского художника Дмитрия Быстрицкого.

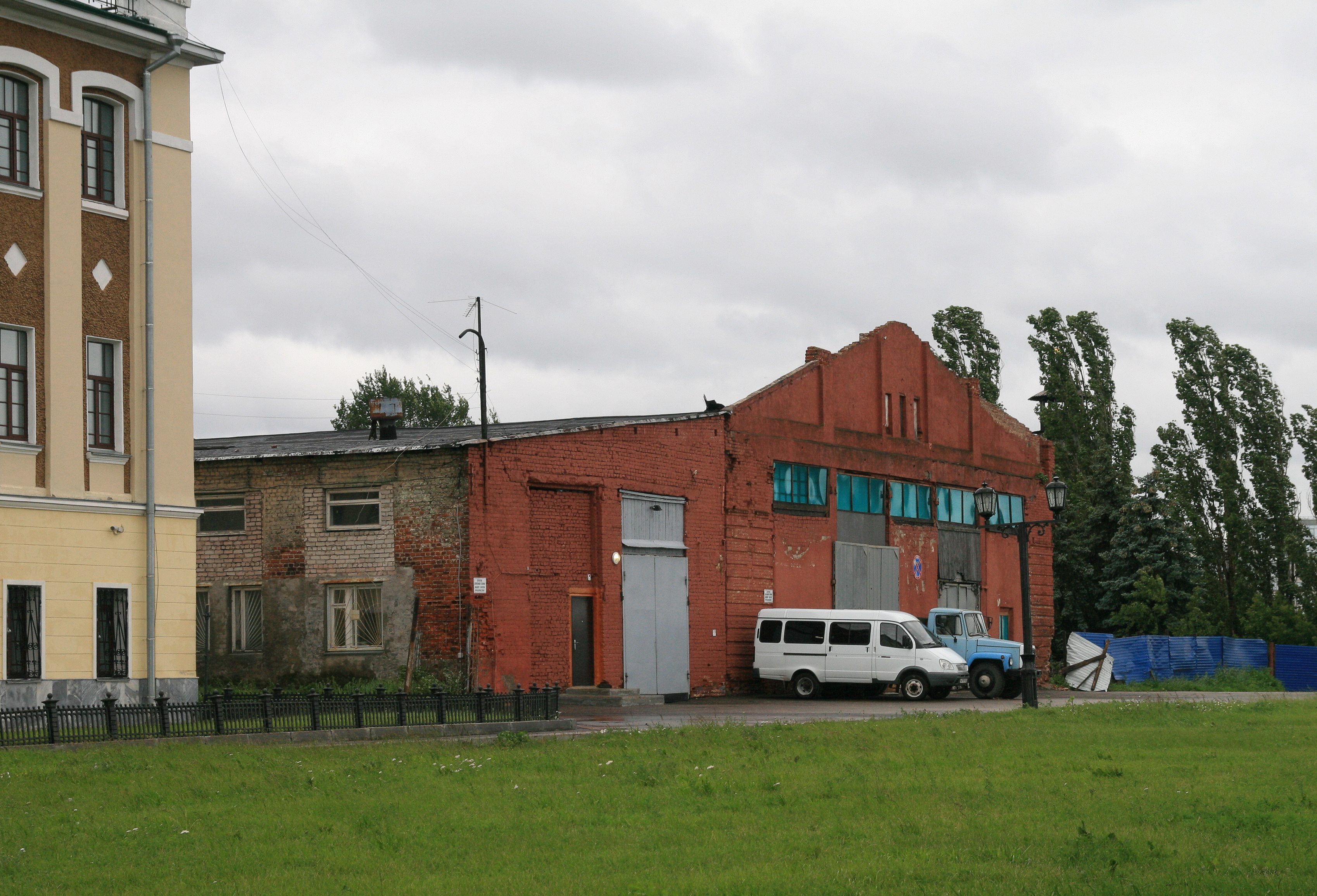
Манеж в 2014 году

В первоначальном виде манеж сохранялся до 1925 года, когда в нём решили открыть Кремлёвский трамвайный парк. Автором идеи приспособления манежа под нужды городского транспорта считается первый секретарь губкома ВКП(б) Андрей Александрович Жданов. Воплотить его идею в жизнь оказалось не сложно, так как конечная станция трамвайной линии, связывавшей кремль с Ново-Базарной площадью по Большой Покровской улице, исторически располагалась у выхода из кремлёвского фуникулёра, практически напротив манежа. Для связи станции и здания был устроен «веер» и организованы смотровые канавы внутри здания. К 1928 году манеж был расширен за счёт боковых пристроек: двухэтажной слева и протяжённой одноэтажной справа. Дата окончания работ была установлена в тимпане фронтона парадного фасада. 
В первые годы существования трамвайный парк успешно справлялся с нагрузкой, но в 1960-е годы был вынужден обслуживать свыше 80 четырёхосных вагонов, более сложных с технической точки зрения. Размещение производственного предприятия на территории кремля становилось всё более нежелательным, поэтому было принято решение о сооружении нового депо в Лапшихе. В 1969 году манеж был приспособлен под гараж для администрации и склады.

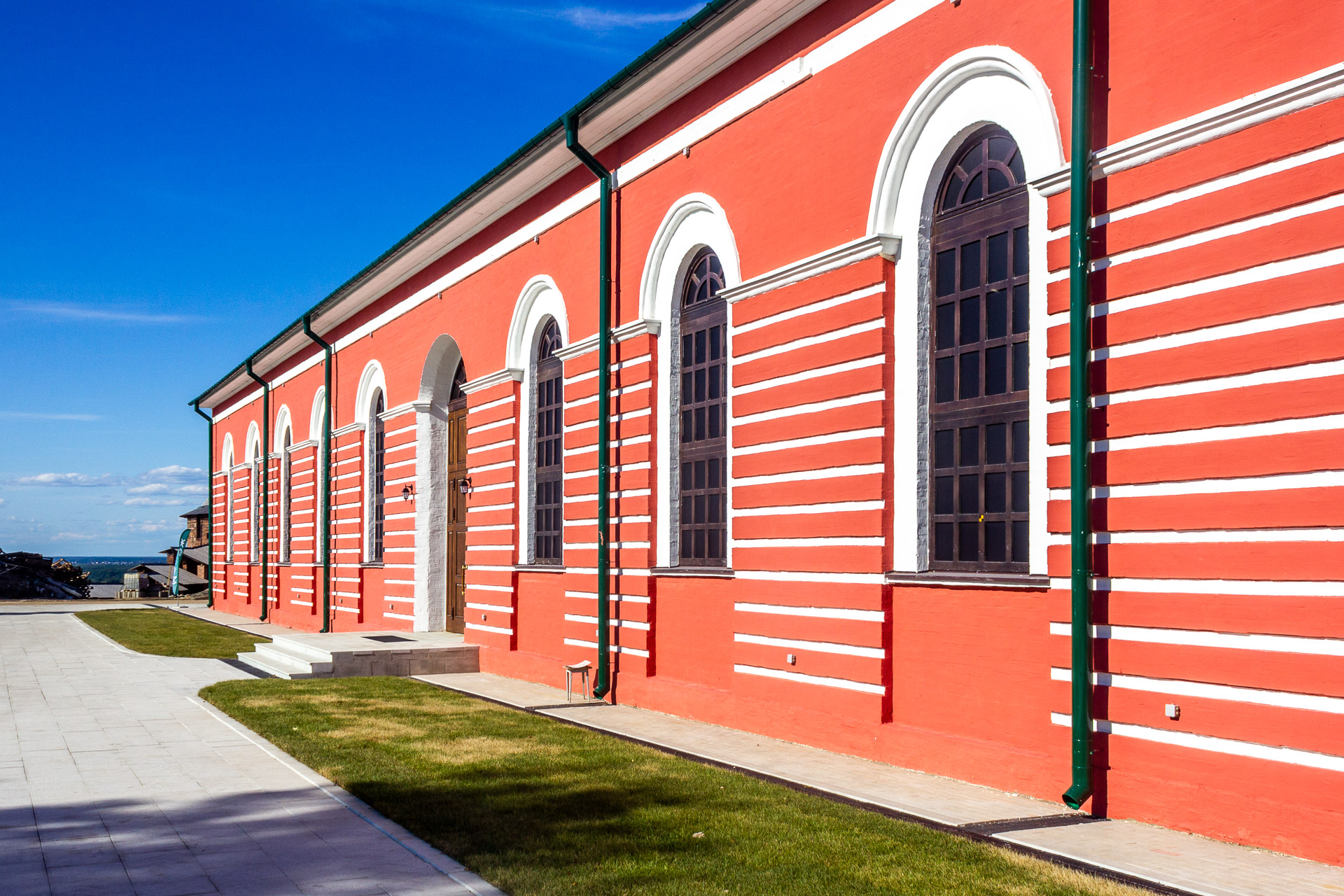
Западный фасад манежа после восстановления, август 2021 года

В современный период здание манежа и церкви находилось в аварийном состоянии. Были полностью утрачены первоначальные стропильные конструкции крыши, архитектурный декор в интерьерах, с северо-западной части церкви разобрана звонница. После передачи храма Нижегородской епархии в 2018 году начались восстановительные работы. 2 июня 2019 года была совершена первая литургия в восстанавливаемом храме, а 16 января 2020 года — освящение крестов и куполов. 31 декабря 2020 года состоялся чин Великого освящения Никольской церкви.
30 июля 2021 года, после завершения строительных и отделочных работ, состоялось торжественное открытие основного здания, рядом с которым был установлен памятник князю Дмитрию Донскому и его жене Евфросинии Московской. В обновлённом манеже действует выставочное пространство площадью более 600 кв. метров. С августа по ноябрь 2021 года в нём проходила выставка «Небесный Нижний», на которой, среди прочего, экспонировались работы из Третьяковской галереи и из музея Андрея Рублёва.